# Lužická kultura

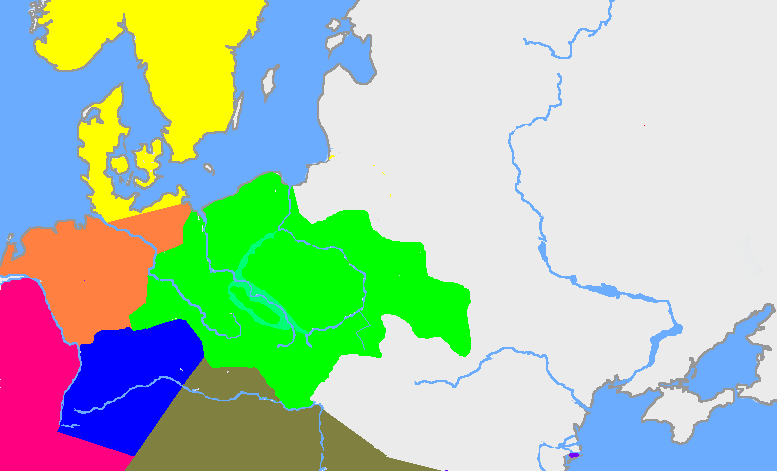
Rozšíření lužické kultury (zeleně)

Lužická kultura, lužický kulturní komplex či kultura lužických popelnicových polí je archeologická kultura doby bronzové a železné, jež byla rozšířena ve střední Evropě od 14. století př. n. l. do 4. století př. n. l. a náležela do širší skupiny kultur popelnicových polí, které od mladší doby bronzové sídlily ve velké části Evropy. Kultura byla pojmenována po Lužici, kde ji v 19. století identifikoval německý lékař a archeolog Rudolf Virchow. K nejznámějším nalezištím patří Biskupin v Polsku a Buch v blízkosti Berlína.
V české literatuře se termín lužická kultura užívá také v užším významu pro označení mladobronzové fáze tohoto komplexu kultur.(PDM 301)

## Rozšíření
Lužická kultura navazovala na mohylové kultury střední doby bronzové a formovala se ve 14. století př. n. l. V době železné ji vystřídala kultura billendorfská a pomořanská[zdroj?]. Byla v úzkém kontaktu se severskou kulturou doby bronzové a v době železné ji ovlivnila i kultura halštatská a laténská. Zahrnovala oblast východního Německa včetně Lužice, Polska, severní části Česka a Slovenska a také část Ukrajiny.

## Etnicita
Objevitel lužické kultury Rudolf Virchow označil její keramiku za protogermánskou, ale odmítl spekulovat o etnickém původu jejích nositelů. Čeští (Josef Ladislav Píč, Lubor Niederle) a polští (Józef Kostrzewski, Leon Kozłowski) archeologové považovali lid lužické kultury za Protoslovany, německý archeolog A. Götze za Thráky a Gustaf Kossinna za ilyrské Karpaťany. Otázka etnicity lužického lidu se v minulosti stala i předmětem nacionálně a politicky motivovaných sporů, především mezi německou a slovanskou stranou.
V současnosti je obecně přijímán indoevropský původ lužického lidu, ale snahy o jeho spojení s historickými etniky jsou zpravidla odmítány. Stále však přežívají teorie o jeho totožnosti s vislanskými Venety, zmiňovanými římskými autory 1. a 2. století, kteří pak zase bývají ztotožňováni s předky Slovanů.
Na počátku 21. století byla mezi vědci otázka etnicity a jazyky lidu lužické kultury ponechávána nezodpovězená a diskuse o tomto tématu až na výjimky ustaly, v nacionalistických kruzích a mezi nadšenci do historie však v některých případech pokračovaly. Problematičnost spojení lužické kultury s Pragermány či Praslovany tkví především ve faktu že doba vzniku pragermánštiny a praslovanštiny je lingvisty kladena přiblližně do 5. století př. n. l., respektive do prvních století n. l., tedy mnoho staletí po vzniku lužické kultury.
Namísto toho však mohl lid lužické kultury hovořit nějakým neznámým jazykem, jak tomu napovídají chybějící výpůjčky z rané fáze germánštiny do slovanských jazyků – lze tedy předpokládat že mezi oblast vzniku germánských a slovanských jazyků ležela oblast obývaná mluvčími jazyka jiného. Tímto jazykem mohla být hypotetická temetatština, jejíž existenci odvodil slavista Georg Holzer z některých slovanských a baltských slov jež neodpovídají hláskovým zákonům známých indoevropských jazyků. Holzer identifikoval 62 slov temetatského původu ve slovanských jazycích a 11 v baltských, především týkajících se zemědělství: například tele, brázda, oves, zásoba, plástev, hvězda, družina nebo svoboda. Holzer spojil tento jazyk s indoevropským lidem Kimmeriů, ale tato souvislost byla zpochybněna dalšími výzkumy. Ranko Matasović upozornil na to, že baltské a slovanské jazyky převzaly tyto výpůjčky nejspíše nezávisle na sobě – temetatštinou by se tak muselo mluvit v době po rozpadu baltoslovanské jednoty (kolem roku 1000 př. n. l.) a Frederik Kortlandt umístil areál rozšíření temetatšiny do oblasti dnešního jižního Polska. V tom případě by mohl být tento jazyk jazykem lidu lužické kultury.

## Charakteristika

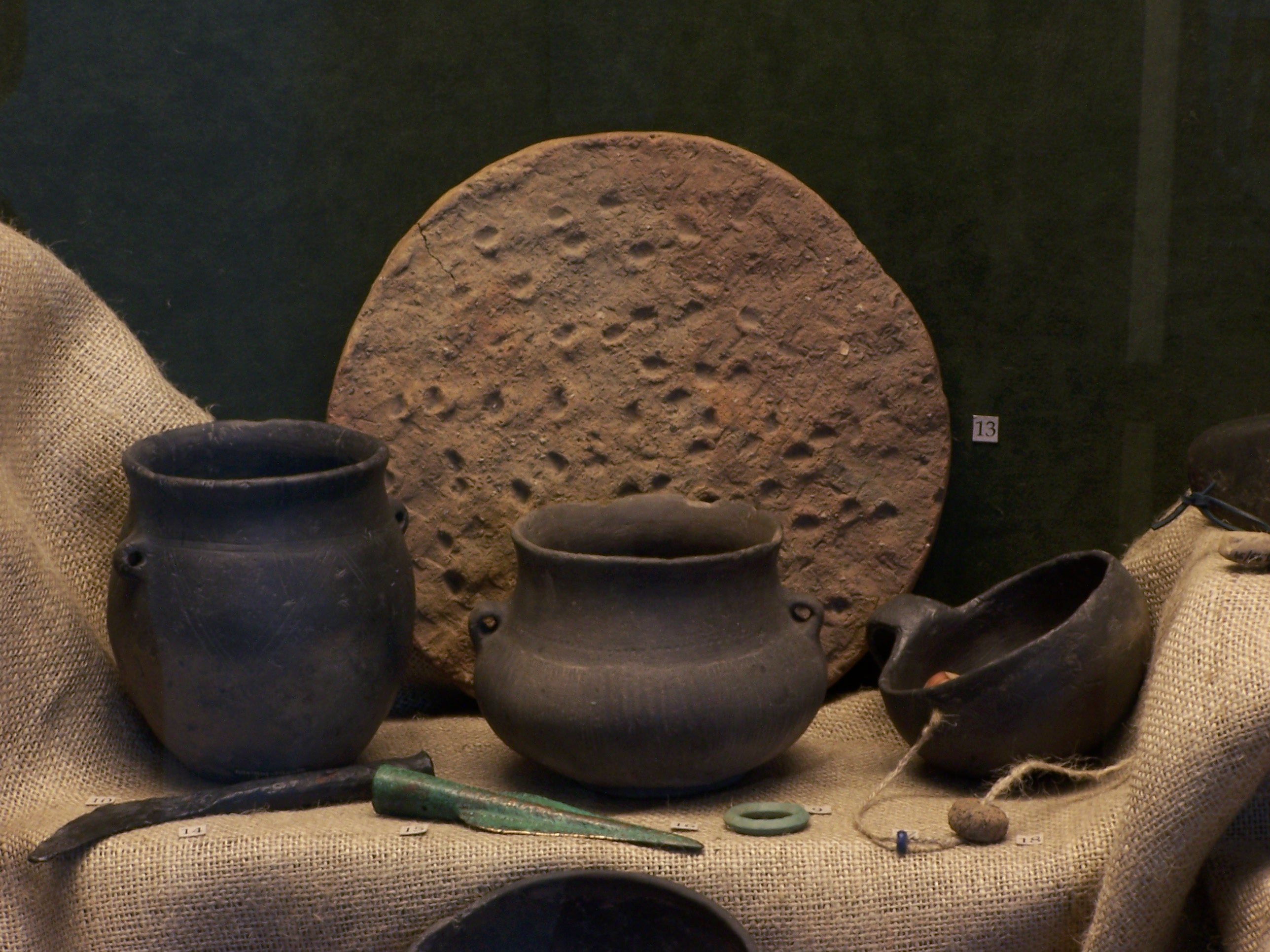
Lužická keramika

### Sídla
Její nositelé obývali samostatné statky a dvorce, které se každých několik desítek let přesouvaly o několik stovek metrů. Budovy se stavěly ze dřeva, používala se roubená či drážková konstrukce a spáry se vymazávaly hlínou. V okolí domů se nacházely jámy na obilí, později zasypané odpadem a zbytky shořelých staveb. Na přelomu doby bronzové a železné se stavěla hradiště s mohutnými dřevohliněnými valy.

### Hospodářství
Hlavním prostředkem obživy bylo plužní zemědělství, na méně úrodných územích rostlinnou výrobu doplňoval chov dobytka. Hlavními plodinami byly pšenice dvouzrnka a ječmen, které doplňovalo proso, žito, hrách, boby, čočka a lnička setá. Doloženo je také pěstování lnu a šlechtěných jabloní, hrušní a slivoní. Ze zvířat byly nejdůležitější hovězí dobytek a prasata, vedle toho ovce, kozy, psi a koně. Koně byli užíváni k jízdě i tahu a lovily se četné druhy zvěře, i když jejich maso tvořilo poměrně malou část stravy.

### Pohřební ritus
Pro lužickou kulturu jsou typické keramické urny – popelnice, do kterých byl ukládán popel mrtvých, a ty zas do velkých společných mohyl. Pohřební výbava obsahuje zpravidla keramiku, zbraně a šperky jen zřídka. Pozdější komorové hroby elit obsahují i importované luxusní zboží, například skleněné korálky ze Středomoří. Pohřebiště byla často velmi rozsáhlá, představovala i několik tisíc hrobů.

### Doklady rituálních činností
Z podmáčených míst pocházejí nálezy depotů bronzových předmětů, některými archeology vykládané jako oběti bohům. Nález lidských kostí v obětní jámě může ukazovat i na lidské oběti či kanibalismus. Keramické plastiky vodních ptáků, snad labutí, mohly souviset s kultem slunečního božstva.

## Lokální kultury a skupiny

### Slovensko
V severním, středním a západním Slovensku se lužická kultura rozšířila od poloviny střední doby bronzové, stopy nejstaršího osídlení byly nalezeny v Martině. Hradiště byla nalezena v Tupé Skále, Prašníku, Vítkovcích a Kostoľanech pod Tribečom. V mladší době bronzové počal tlak kultury velatické a čakanské a mohylové hroby se začaly nahrazovat plochými. V pozdní době bronzové počala lužická kultura na Slovensku pronikat na území podolské kultury na hranicích dnešního Česka, Slovenska, Maďarska a Rakouska.
V době železné se lužická kultura rozdělila na kulturu platěnickou na západě Slovenska a na Moravě a oravskou skupinu v severním Pováží, na Oravě a v povodí Turce. První kultura se rozvíjela především v letech 750 – 550 př. n. l., druhá v letech 550 – 300 př. n. l. Později se smísila s kulturou keltskou a dala tak základ kultuře púchovské.